# Westerschondorf
Westerschondorf ist ein Ortsteil der Gemeinde Finning im oberbayerischen Landkreis Landsberg am Lech.

## Geografie
Der Weiler Westerschondorf liegt circa vier Kilometer nordwestlich von Finning südlich der Autobahn A96.

## Geschichte
Der Weiler hieß zunächst Salichdorf und wird bereits 760 urkundlich genannt. Im Jahr 1361 wird Westerschondorf erstmals als Westernschondorf bezeichnet.
Im Jahr 1752 wird hier ein Anwesen erwähnt. Es befand sich im Besitz des Hl. Geist Spitals Landsberg.
Seit etwa 1830 ist Westerschondorf ein Außenbetrieb des Gutes Achselschwang.
Heute befindet sich hier der Betrieb Westerschondorf des bayerischen Landwirtschafts-, Lehr-, Versuchs- und Fachzentrums für Milchvieh- und Rinderhaltung.
Westerschondorf gehörte zur Gemeinde Unterfinning, bis diese am 1. Oktober 1971 nach Finning eingemeindet wurde.